# Peter Konwitschny
Peter Konwitschny (* 21. Januar 1945 in Frankfurt am Main) ist ein deutscher (Opern-)Regisseur. Für seine polarisierenden Inszenierungen an den großen Opernhäusern des deutschsprachigen Raums wurde er von der Fachpresse mehrmals zum Regisseur des Jahres gewählt. Er ist Mitglied der Akademie der Künste zu Berlin, der Freien Akademie der Künste zu Leipzig, der Freien Akademie der Künste Hamburg sowie der Sächsischen Akademie der Künste und seit 2002 Honorarprofessor an der Hochschule für Musik Hanns Eisler in Berlin.

## Leben
Peter Konwitschny – Sohn des Dirigenten Franz Konwitschny – wuchs nach dem Ende des Zweiten Weltkrieges in Leipzig auf, wo sein Vater seit 1949 Gewandhaus-Kapellmeister war. 1963 entschied sich Konwitschny für ein Physikstudium, das er nach kurzer Zeit abbrach, um an der Hochschule für Musik Hanns Eisler in Berlin Regie zu studieren (1965–1970). Vorausgegangen war ein Praktikum an der Deutschen Staatsoper Berlin.
In den 1970er-Jahren arbeitete Konwitschny als Regieassistent am Berliner Ensemble, vor allem unter Ruth Berghaus, ab 1980 dann als freier Regisseur. Er inszenierte u. a. in Greifswald, Rostock und Altenburg hauptsächlich Opern, aber auch Stücke von Bertolt Brecht, Gerhart Hauptmann und Heiner Müller. Seine Inszenierung des Freischütz 1983 am Landestheater Altenburg wurde legendär. Von 1986 bis 1990 war er Hausregisseur am Landestheater Halle, wo er u. a. 1987 Händels Rinaldo und 1988 Verdis Rigoletto sowie Bizets Carmen inszenierte, reiste aber auch in die Bundesrepublik, z. B. nach Kassel, wo er 1987 Herzog Blaubarts Burg von Béla Bartók auf die Bühne brachte. Seine Händelinszenierungen wurden von der Kritik gefeiert.
Nach der Maueröffnung inszenierte Konwitschny Puccini und Rossini in Graz, Leipzig und Basel, ab Mitte der 1990er-Jahre dann mit Vorliebe Wagner: 1995 den Parsifal an der Bayerischen Staatsoper, 1997 Tannhäuser an der Dresdner Semperoper, 1998 Lohengrin in Hamburg, Tristan und Isolde wiederum in München (bis 2015) und v. a. Götterdämmerung an der Staatsoper Stuttgart im Jahre 2000, die bei der Kritikerumfrage der Zeitschrift Opernwelt als „Aufführung des Jahres“ ausgezeichnet wurde. Die Stuttgarter Produktion wird in neuer Fassung im Rahmen von Konwitschnys erster Gesamtregie von Wagners Der Ring des Nibelungen am Theater Dortmund zu sehen sein. Nach vorangegangenen Inszenierung von Die Walküre (2022), Siegfried (2023) und Das Rheingold (2024) bildet die Götterdämmerung 2025 den Abschluss der Tetralogie am Dortmunder Haus.
Seine Interpretationen entfernen sich szenisch dabei weit von der Vorlage, was ihm von Befürwortern der Werktreue zum Vorwurf gemacht wird. Die Dresdner Csárdásfürstin, eine Operette von Emmerich Kálmán, im Jahr 1999, von Konwitschny in einen Schützengraben des Ersten Weltkriegs verlegt, geriet zum Skandal, als der damalige Intendant der Semperoper, Christoph Albrecht, nach der Premiere zwei Szenen der Inszenierung strich. Konwitschny erwirkte eine einstweilige Verfügung gegen die geänderte Fassung, ein Gerichtsprozess durch zwei Instanzen folgte. Anfang 2010 an der Grazer Oper vermochte die Wiederaufführung (Konwitschnys zehnte Regiearbeit in diesem Haus) „die Gemüter kaum zu erregen“.
Seine Auffassung eines modernen Regietheaters setzte Konwitschny in den folgenden Jahren vor allem in Hamburg um, zusammen mit dem dortigen Generalmusikdirektor Ingo Metzmacher: Lulu von Alban Berg, Die Meistersinger von Nürnberg von Richard Wagner sowie Moses und Aron von Arnold Schönberg wurden große Publikumserfolge. „Konwitschny wird wie kein anderer Regisseur auf den Opernbühnen geliebt und angefeindet gleichermaßen.“ Am Moskauer Bolschoi-Theater inszenierte er 2004 Wagners Fliegenden Holländer (Aufführungen in München ab 2006 und Graz 2007), 2005 Strauss’ Elektra in Kopenhagen, 2006 Verdis Don Carlos in Wien (Neueinstudierung: 24. April 2012) und 2009 Strauss’ Salome in Amsterdam. Von August 2008 bis zum 31. Dezember 2011 war Peter Konwitschny Chefregisseur der Oper Leipzig.
2009 inszenierte Konwitschny mit seinem König Lear am Schauspielhaus Graz erstmals seit der Maueröffnung wieder am Sprechtheater. 2011 setzte er zum ersten Mal Giuseppe Verdis La traviata in Szene. Dieser Arbeit an der Grazer Oper folgte im November 2011 Tschaikowskis Pique Dame. Die Regiearbeit zu Leoš Janáčeks Aus einem Totenhaus war an der Wiener Staatsoper (Dirigat: Franz Welser-Möst) ab 11. Dezember 2011 zu sehen. Am 15. Dezember 2012 feierte seine Inszenierung von Faust am Schauspielhaus Graz Premiere.
Für das Theater an der Wien hat Konwitschny unter der musikalischen Leitung von Riccardo Frizza Verdis Oper Attila inszeniert (Premiere: 7. Juli 2013). Am 29. März 2014 hatte seine Inszenierung von Jenůfa an der Oper Graz Premiere (am 20. September Premiere am Theater Augsburg). 2015 inszenierte er bei den Salzburger Festspielen in der Felsenreitschule Die Eroberung von Mexico von Wolfgang Rihm und 2017 am Theater Bonn die Oper Penthesilea von Othmar Schoeck.
Zwei Wochen vor der Premiere (13. November 2021) der von Konwitschny inszenierten Verdi-Oper Der Troubadour, trennte sich das Staatstheater Nürnberg von dem Regisseur wegen vermeintlich rassistischen Verhaltens bei einer Probe.
Peter Konwitschny ist mit der südkoreanischen Regisseurin, Musikwissenschaftlerin und Malerin Seollyeon Lee (jetzt Seollyeon Konwitschny) verheiratet.

## Auszeichnungen
- Händelpreis des Bezirkes Halle im Inszenierungskollektiv „Floridante“ (1985)
- Kunstpreis der DDR (1988)
- Konrad-Wolf-Preis der Akademie der Künste zu Berlin (1992)
- Mitglied der Sächsischen Akademie der Künste (1996)
- Bundesverdienstkreuz am Bande (27. November 1997)[17]
- Regisseur des Jahres, Opernwelt-Magazin (1998)
- Regisseur des Jahres, Opernwelt-Magazin (1999)
- Regisseur des Jahres, Opernwelt-Magazin (2000)
- Mitglied der Akademie der Künste Berlin (2000)
- Inszenierung des Jahres, Opernwelt-Magazin (2001): Falstaff von Giuseppe Verdi (Oper Graz)
- Mitglied der Freien Akademie der Künste Hamburg (2003)
- Inszenierung des Jahres: Luigi Nono, Al gran sole carico d’amore in Hannover, Opernwelt-Magazin (2004)
- Theaterpreis Berlin (2005)
- Regie Musiktheater, Deutscher Theaterpreis Der Faust: Inszenierung La Juive von Halévy (Vlaamse Opera / Nationaltheater Mannheim) (2016)
- Regisseur des Jahres, Opernwelt-Magazin (2018): Medea von Luigi Cherubini (Staatsoper Stuttgart), Die Soldaten von Bernd Alois Zimmermann (Staatstheater Nürnberg) und Penthesilea von Othmar Schoeck (Theater Bonn)[18]
- Oper!-Awards, Lebens- und Ehrenpreis (2025)